# 周曇
周曇（？—？），唐代詩人。
籍贯不详。僅知唐朝末年人，曾任国子直讲。與胡曾、孫元晏和汪遵同為晚唐詠史大家。著有《咏史诗》八卷。《全唐诗》錄其詩二卷，共195首。